# Heterothrips watsoni
Heterothrips watsoni är en insektsart som beskrevs av Bailey och Cott 1954. Heterothrips watsoni ingår i släktet Heterothrips och familjen Heterothripidae. Inga underarter finns listade i Catalogue of Life.